# Yokosuka D4Y

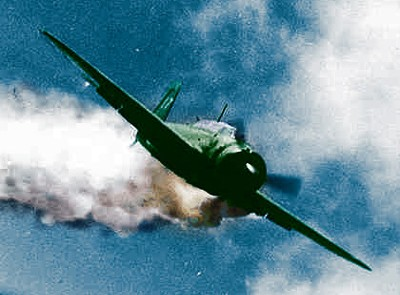
Lt. Yoshinori Yamaguchis D4Y3 während dessen Kamikaze-Angriffs auf die Essex am 25. November 1944. Das Fehlen selbstabdichtender Treibstofftanks führte bereits nach kurzem Beschuss mit Leuchtspurmunition zum Brand des Flugzeuges. Dadurch sah eine getroffene Suisei oft tatsächlich wie ein Komet aus.

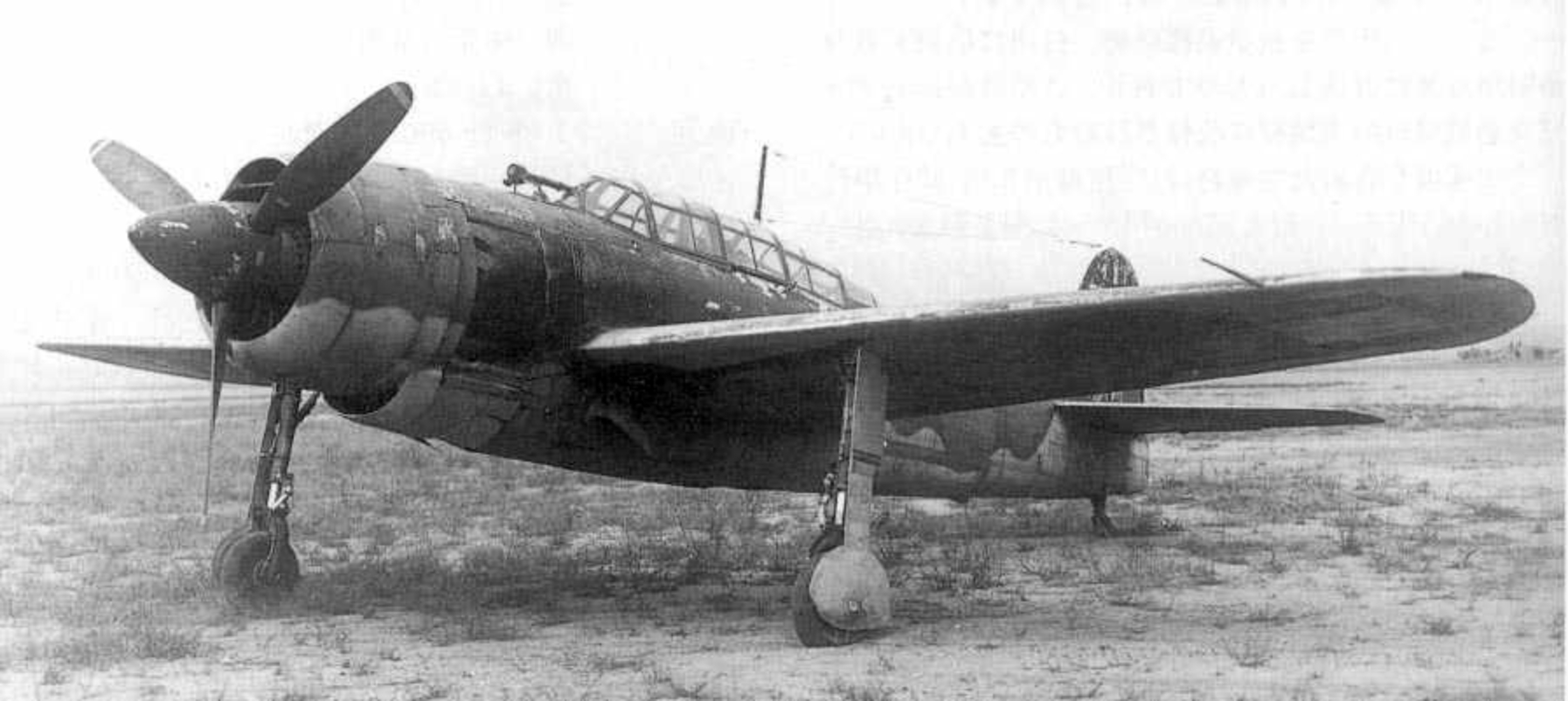
Eine Yokosuka D4Y3 Type 33 „Suisei“ auf dem Flugplatz

Die Yokosuka D4Y Suisei (japanisch 彗星, „Komet“, alliierter Codename „Judy“) war ein Sturzbomber der Kaiserlich japanischen Marine im Zweiten Weltkrieg.

## Geschichte
Das Flugzeug wurde vom Ersten Marineluftfahrttechnischen Arsenal in Yokosuka auf der Grundlage von zwei Heinkel He 118 entwickelt, die aus Deutschland angeliefert wurden.
Der erste Prototyp der D4Y1 machte im Dezember 1940 einen Erstflug. Dabei zeigte das einfach zu bedienende Flugzeug sehr gute Leistungen. Als das erfolgreiche Versuchsprogramm beschleunigt wurde, gab es jedoch die erste unangenehme Überraschung. Trotz der gut strukturierten und zweckmäßigen Erscheinung zeigten sich Schwächen im Aufbau der Tragflächen. Bei Sturzflugversuchen begannen die Tragflächen zu vibrieren, teilweise so sehr, dass die Tragflächenholme zu brechen drohten. Für einen Sturzbomber war dies natürlich eine inakzeptable Eigenschaft, daher wurden die ersten Modelle ab 1942 als Aufklärer eingesetzt. Bei der Schlacht um Midway wurden zwei Flugzeuge dieses Typs mitgeführt, von denen eines zum Einsatz kam.
Bis März 1943 konnten die strukturellen Probleme behoben und die Serienproduktion von insgesamt 2.038 Flugzeugen aufgenommen werden. Die meisten Suisei wurden von Aichi gebaut.
Die ersten Versionen der Yokosuka D4Y Suisei konnten nur mit hohem technischen Aufwand einsatzbereit gehalten werden, da die flüssigkeitsgekühlten Atsuta-V-12-Zylinder-Flugmotoren mit hängenden Zylindern, die eine Lizenzproduktion des deutschen Daimler-Benz DB 601 darstellten, im Gegensatz zu diesem unzuverlässig und schwierig zu warten waren. Bereits zu Beginn der Entwicklung gab es Stimmen, die den Einbau eines luftgekühlten Sternmotores forderten, dem in Japan gängigen Motortyp.
Sobald die Erlaubnis vorlag, begann das Konstruktionsteam von Aichi nach einem geeigneten Sternmotor Ausschau zu halten. Man wählte schließlich den 1.163 kW (1.560 PS) leistenden 14-Zylinder-Doppelsternmotor Mitsubishi MK8P Kinsei-62 aus, der nun die Yokosuka D4Y3 Model 33 antrieb. Der Nachteil des Sternmotors war, dass die Sicht des Piloten nach vorne und unten verschlechtert wurde, dadurch war der Einsatz auf einem Flugzeugträger für diese Variante nicht mehr möglich.
Die D4Y war für einen Sturzkampfbomber ausgesprochen schnell. Daher wurden einige auch für den Einsatz gegen die US-amerikanischen Boeing B-29 zu Nachtjägern umgebaut. Beim 11. Marineluftfahrtarsenal in Hiro wurde versucht, einen D4Y2-S-Nachtjäger zu entwickeln, indem man die gesamte Bombenausrüstung entfernte und eine 20-mm-Kanone Typ 99 Modell 2 als aufwärts schießende „Schräge Musik“ an die Position des Bordschützen setzte. Das Fehlen eines Radarsystems und die geringe Steigrate machten diese Nachtjäger jedoch wenig effektiv.
Mangels Panzerung und selbstabdichtender Tanks waren die Suiseis für die alliierten Jäger leichte Opfer.
Die D4Y operierten von folgenden japanischen Flugzeugträgern aus: Chitose, Chiyoda, Hiyō, Jun’yō, Shin’yō, Shōkaku, Sōryū, Taihō, Unryū, Un’yō und Zuikaku. Außerdem war anfangs vorgesehen, die D4Y auf den Hybridflugzeugträgern der Ise-Klasse einzusetzen.
Die letzte Version, die gebaut wurde, war der D4Y4-Spezialangriffs-Bomber Modell 43. Dieses ab Februar 1945 gebaute einsitzige Kamikaze-Flugzeug konnte eine 800-kg-Bombe tragen. Es war mit drei Starthilfsraketen für den Start von kurzen Startbahnen und zur finalen Sturzflugbeschleunigung ausgerüstet.

## Technische Daten

Dreiseitenriss der D4Y4

| Kenngröße                   | Daten (D4Y2) |
| --------------------------- | --- |
| Besatzung                   | 2 (Pilot und Bordschütze/Funker)                                                                                    |
| Länge                       | 10,22 m |
| Spannweite                  | 11,50 m |
| Höhe                        | 3,74 m |
| Flügelfläche                | 23,60 m² |
| Flügelstreckung             | 5,6 |
| Leermasse                   | 2.440 kg |
| Startmasse                  | maximal 4.250 kg |
| Triebwerk                   | ein Aichi Atsuta AEIA 32 mit 1.044 kW (ca. 1.420 PS)                                                                |
| Höchstgeschwindigkeit       | 550 km/h in 4.750 m Höhe                                                                                            |
| Reichweite                  | 1.465 km |
| Gipfelhöhe                  | 10.700 m |
| Flächenbelastung            | 180 kg/m² |
| Verhältnis Leistung/Gewicht | 0,25 kW/kg |
| Bewaffnung                  | zwei vorwärts feuernde 7,7-mm-Maschinengewehre ein rückwärts feuerndes 7,92-mm-Maschinengewehr bis zu 800 kg Bomben |

## Bilder

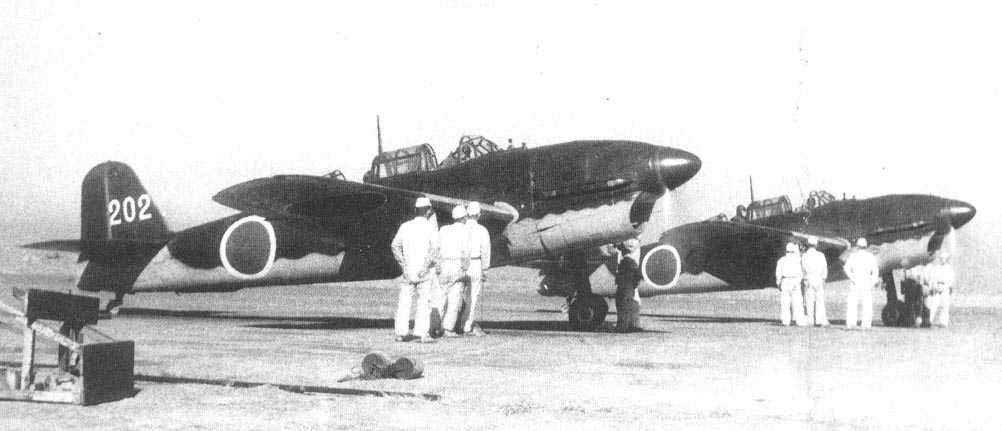
Yokosuka D4Y1 vor dem Start
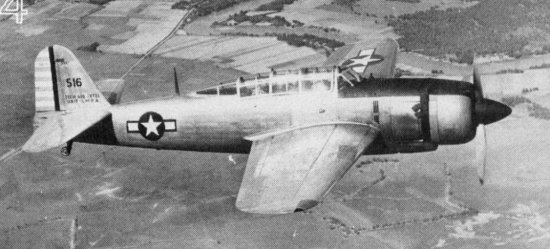
Eine Yokosuka D4Y3 (Typ 33) „Judy“ wird nach dem Krieg bei der Marinebasis Anacosta durch das TAIC (Technical Air Intelligence Centre) getestet
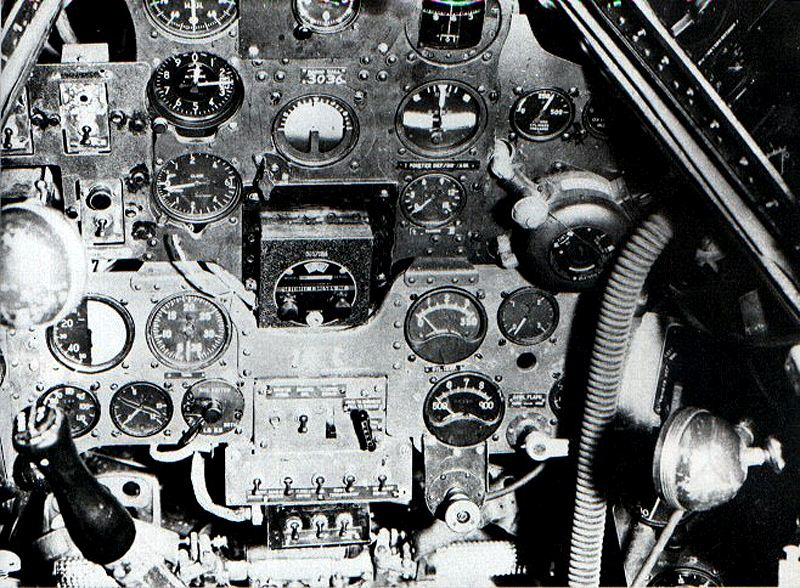
Cockpit der Yokosuka D4Y4